# Endeavor
Endeavor – wieś w Stanach Zjednoczonych, w stanie Wisconsin, w hrabstwie Marquette.